# Тисовац (Пакрац)
Тисовац је насељено место у саставу града Пакраца, у западној Славонији, Република Хрватска.

## Становништво
На попису становништва 2011. године, Тисовац је имао 4 становника.
| Националност       | 1991.       |
| Срби               | 68 (93,15%) |
| Хрвати             | 0           |
| Југословени        | 3 (4,10%)   |
| остали и непознато | 2 (2,73%)   |
| Укупно             | 73          |